# Toni Martínez
Antonio Martínez López (ur. 30 czerwca 1997 w Barrio del Progreso) – hiszpański piłkarz występujący na pozycji napastnika w portugalskim klubie FC Porto. Wychowanek Realu Murcia, w trakcie swojej kariery grał także w takich zespołach, jak Valencia B, West Ham United, Oxford United, Real Valladolid, Rayo Majadahonda, CD Lugo oraz FC Famalicão. Młodzieżowy reprezentant Hiszpanii.